# Cluj Crusaders
I Cluj Crusaders sono una squadra di football americano, di Cluj-Napoca, in Romania; fondati nel 2007, hanno vinto 4 titoli nazionali.

## Dettaglio stagioni

### Amichevoli
| Stagione | Vin | Par | Per | Tot | PF | PS | avversaria                         |
| -------- | --- | --- | --- | --- | -- | -- | ---------------------------------- |
| 2015     | 2   | 0   | 0   | 2   | 51 | 8  | Bucharest Warriors, Mures Monsters |
| 2018     | 0   | 0   | 1   | 1   | 0  | 3  | Timișoara 89ers                    |
| 2019     | 0   | 0   | 1   | 1   | 18 | 22 | Mures Monsters                     |
| 2021     | 1   | 0   | 1   | 2   | 30 | 18 | Mures Monsters, Timișoara 89ers    |
| Totale   | 3   | 0   | 3   | 6   | 99 | 51 |                                    |

### Tornei nazionali

#### Campionato

##### CNFA
| Stagione | regular season | regular season | regular season | regular season | regular season | regular season | playoff | playoff | playoff | playoff | playoff | playoff      | playoff            |
|          | Vin            | Par            | Per            | Tot            | PF             | PS             | Vin     | Per     | Tot     | PF      | PS      | risultato    | avversaria         |
| -------- | -------------- | -------------- | -------------- | -------------- | -------------- | -------------- | ------- | ------- | ------- | ------- | ------- | ------------ | ------------------ |
| 2010     | 2              | 0              | 1              | 3              | 72             | 27             | 0       | 1       | 1       | 12      | 56      | RoBowl       | Bucharest Warriors |
| 2011     | -              | -              | -              | -              | -              | -              | 1       | 1       | 2       | 26      | 29      | RoBowl       | Bucharest Warriors |
| 2012     | -              | -              | -              | -              | -              | -              | 1       | 1       | 2       | 36      | 33      | Campioni     | Bucharest Rebels   |
| 2013     | 3              | 0              | 0              | 3              | 82             | 20             | 1       | 0       | 1       | 14      | 8       | Campioni     | Timișoara 89ers    |
| 2014     | 2              | 0              | 1              | 3              | 57             | 20             | 1       | 1       | 2       | 56      | 34      | Terzo posto  | Bucharest Warriors |
| 2015     | 5              | 0              | 0              | 5              | 202            | 25             | 1       | 1       | 2       | 42      | 16      | RoBowl       | Bucharest Rebels   |
| 2016     | 3              | 0              | 1              | 4              | 114            | 74             | 1       | 1       | 2       | 52      | 78      | RoBowl       | Bucharest Rebels   |
| 2017     | 3              | 0              | 1              | 4              | 86             | 55             | 2       | 0       | 2       | 39      | 19      | Campioni     | Bucharest Warriors |
| 2018     | 4              | 0              | 0              | 4              | 137            | 17             | 2       | 0       | 2       | 53      | 28      | Campioni     | Bucharest Rebels   |
| 2019     | 3              | 0              | 1              | 4              | 116            | 64             | 1       | 1       | 2       | 49      | 15      | Terzo posto  | Reșița Locomotives |
| 2021     | 2              | 0              | 3              | 5              | 56             | 131            | 0       | 2       | 2       | 0       | 92      | Quarto posto | Reșița Locomotives |
| Totale   | 27             | 0              | 8              | 35             | 922            | 433            | 11      | 9       | 20      | 379     | 408     |              |                    |

Fonti: Enciclopedia del Football - A cura di Roberto Mezzetti

### Riepilogo fasi finali disputate
| Anno             | Luogo       | Evento | Fase del torneo      | Incontro                            | Risultato |
| 5 luglio 2014    | Timișoara   | CNFA   | Finale 3º - 4º posto | Cluj Crusaders - Bucharest Warriors | 42 - 6    |
| 14 giugno 2015   | Cluj-Napoca | CNFA   | RoBowl               | Bucharest Rebels - Cluj Crusaders   | 2 - 0     |
| 25 giugno 2016   | Bucarest    | CNFA   | RoBowl               | Cluj Crusaders - Bucharest Rebels   | 18 - 46   |
| 24 giugno 2017   | Buftea      | CNFA   | RoBowl               | Cluj Crusaders - Bucharest Warriors | 17 - 12   |
| 30 giugno 2018   | Reșița      | CNFA   | RoBowl               | Cluj Crusaders - Bucharest Rebels   | 10 - 0    |
| 15 giugno 2019   | Ghiroda     | CNFA   | Finale 3º - 4º posto | Reșița Locomotives - Cluj Crusaders | 0 - 40    |
| 28 novembre 2021 |             | CNFA   | Finale 3º - 4º posto | Reșița Locomotives - Cluj Crusaders | 36 - 0    |

## Palmarès
- 4 RoBowl (2012, 2013, 2017, 2018)